# Жарков, Дмитрий Олегович
Дми́трий Оле́гович Жарко́в (род. 20 марта 1969) — российский биохимик, профессор РАН (2016), член-корреспондент РАН (2019), академик РАН (2025). Директор Центра перспективных биомедицинских исследований «Дизайн живых систем» Новосибирского государственного университета, заведующий лабораторией геномной и белковой инженерии Института химической биологии и фундаментальной медицины СО РАН.

## Биография
В 1993 году окончил факультет естественных наук НГУ (отделение биологии). В 2002 году стал кандидатом биологических наук, защитив диссертацию на тему «Энзимология ДНК-N-гликозилаз репарации 8-оксогуанина в ДНК». В 2008 году стал доктором биологических наук, защитив диссертацию на тему «Структурные и динамические аспекты функционирования ДНК-N-гликозилаз в процессе эксцизионной репарации оснований ДНК»).
В 2013—2018 годах — член Совета по науке Министерства образования и науки РФ.
Хобби — интеллектуальные игры. Чемпион России по спортивной версии «Что? Где? Когда?» 2003 года, серебряный призёр 2009 года. Сертифицированный редактор вопросов «Что? Где? Когда?».

## Научная деятельность
Автор более 100 статей в рецензируемых международных журналах, индекс Хирша 35. Основные научные результаты связаны с механизмами защиты генетической информации от повреждений:
- открыты новые ферменты репарации ДНК, установлены их структуры и механизмы действия;
- развита теория о многоступенчатом механизме дискриминации ферментами конформационно сложных субстратов;
- исследованы молекулярно-патологические процессы при дефектах репарации ДНК.

## Избранные публикации
- Gruber D.R., Toner J.J., Miears H.L., Shernyukov A.V., Kiryutin A.S., Lomzov A.A., Endutkin A.V., Grin I.R., Petrova D.V., Kupryushkin M.S., Yurkovskaya A.V., Johnson E., Okon M., Bagryanskaya E.G., Zharkov D.O., Smirnov S.L. (2018) Oxidative damage to epigenetically methylated sites affects DNA stability, dynamics, and enzymatic demethylation. Nucleic Acids Res., 46, p. 10827-10839.
- Endutkin A.V., Koptelov S.S., Popov A.V., Torgasheva N.A., Lomzov A.A., Tsygankova A.R., Skiba T.V., Afonnikov D.A., Zharkov D.O. (2018) Residue coevolution reveals functionally important intramolecular interactions in formamidopyrimidine-DNA glycosylase. DNA Repair, 69, p. 24-33.
- Yudkina A.V., Dvornikova A.P., Zharkov D.O. (2018) Variable termination sites of DNA polymerases encountering a DNA-protein cross-link. PLoS ONE, 13:e0198480.
- Li H., Endutkin A.V., Bergonzo C., Fu L., Grollman A.P., Zharkov D.O., Simmerling C. (2017) DNA deformation-coupled recognition of 8-oxoguanine: Conformational kinetic gating in human DNA glycosylase. J. Am. Chem. Soc., 139, p. 2682—2692.
- Prorok P., Alili D., Saint-Pierre C., Gasparutto D., Zharkov D.O., Ishchenko A.A., Tudek B., Saparbaev M. (2013) Uracil in duplex DNA is a substrate for the human nucleotide incision repair pathway. Proc. Natl Acad. Sci. USA, 110, p. E3695-E3703.
- Zharkov D.O., Golan G., Gilboa R., Fernandes A.S., Gerchman S.E., Kycia J.H., Rieger R.A., Grollman A.P., Shoham G. (2002) Structural analysis of an Escherichia coli endonuclease VIII covalent reaction intermediate. EMBO J., 21, p. 789—800.
- Rosenquist T.A., Zharkov D.O., Grollman A.P. (1997) Cloning and characterization of a mammalian 8-oxoguanine DNA glycosylase. Proc. Natl Acad. Sci. USA, 94, p. 7429-7434.

## Награды
- Почетная грамота Президиума РАН (2007)
- Именная премия администрации Новосибирской области молодым учёным за научные достижения в области фундаментальных и прикладных исследований в номинации «биологические науки» (2009)
- Памятный знак «За труд на благо города» в честь 125-летия со дня основания г. Новосибирска (2018).